# Relações entre Brasil e Hungria
As relações entre Brasil e Hungria referem-se às relações diplomáticas entre a República Federativa do Brasil e a Hungria. Ambas as nações mantêm relações amistosas, cuja importância se centra na história da imigração húngara no Brasil.  Aproximadamente 100.000 brasileiros têm ascendência húngara, sendo a maior comunidade húngara da América Latina. Ambas as nações são membros das Nações Unidas.

## História
A primeira onda de imigração húngara para o Brasil ocorreu na segunda metade do século XIX, devido à promessa do Brasil de fornecer terrenos para imigrantes (como forma de incentivar a imigração europeia ao país) com muitos se instalando no Brasil. estado de Santa Catarina. Em 1871, durante uma viagem pela Europa, o Imperador Pedro II do Brasil visitou a Hungria (na época parte do Império Austro-Húngaro).  Em 1873, o Brasil abriu um consulado honorário em Budapeste.
Em 1917, durante a Primeira Guerra Mundial, o Brasil declarou guerra às Potências Centrais (que incluía a Hungria). A segunda grande onda de imigrantes húngaros chegou ao Brasil logo após a Primeira Guerra Mundial, principalmente dos territórios que a Hungria perdeu com o Tratado de Trianon. Em 1923, o Brasil reconheceu a independência da Hungria e, em 1927, as duas nações estabeleceram relações diplomáticas. Nesse mesmo ano, a Hungria abriu uma legação diplomática no Rio de Janeiro e o Brasil abriu uma também em Budapeste em 1929.
Em 1942, o Brasil declarou guerra às potências do Eixo (às quais pertencia a Hungria). Como resultado, as relações diplomáticas entre Brasil e Hungria foram rompidas. Durante a guerra (e logo depois), muitos húngaros imigraram para o Brasil, principalmente húngaros de origem judaica. As relações entre as duas nações foram restabelecidas em 1961 e, em 1962, o Brasil reabriu sua legação diplomática em Budapeste. Em 1974, ambas as nações elevaram suas legações a embaixadas.
Em 1994, o presidente eleito do Brasil, Fernando Henrique Cardoso, fez uma visita à Hungria. Em 1997, o presidente húngaro Árpád Göncz fez uma visita ao Brasil, tornando-se o primeiro chefe de estado húngaro a visitar a nação sul-americana Em 2011, o governo húngaro lançou um documento de planejamento estratégico que incluiu o Brasil entre suas prioridades de política externa. Em 2013, o vice-presidente brasileiro Michel Temer fez uma visita à Hungria. Em 2017, as duas nações comemoraram 90 anos de relações diplomáticas.
Em janeiro de 2019, o primeiro-ministro húngaro, Viktor Orbán, fez uma visita ao Brasil para assistir à posse do presidente Jair Bolsonaro.
Em fevereiro de 2022, o presidente Jair Bolsonaro fez uma visita à Hungria, em retribuição à vinda do primeiro-ministro húngaro Viktor Orbán, em 2019.

## Visitas de alto nível
Visitas de alto nível do Brasil à Hungria
- Imperador Pedro II do Brasil (1871)
- Vice-presidente Michel Temer (2013)
- Ministro das Relações Exteriores Ernesto Araújo (2019)

Visitas de alto nível da Hungria ao Brasil
- Ministro das Relações Exteriores Géza Jeszenszky (1992)
- Presidente Árpád Göncz (1997)
- Ministro das Relações Exteriores János Martonyi (2012)
- Presidente János Áder (2012, 2016, 2018)
- Primeiro-ministro Viktor Orbán (2016, 2019)
- Ministro das Relações Exteriores Péter Szijjártó (2019)
- Presidente Katalin Novák (2022)

## Relações bilaterais
Ambas as nações assinaram vários acordos bilaterais, como um acordo para evitar a dupla tributação (1986); Acordo de Cooperação Científica, Técnica e Tecnológica (1992); Acordo de Cooperação Econômica (2006); Memorando de Entendimento entre o Eximbank da Hungria e o Banco de Desenvolvimento do Brasil (2012); e um Acordo de Cooperação entre o Ministério do Desenvolvimento Rural da Hungria e o Ministério da Pesca e Aquicultura do Brasil (2013).

## Comércio
Em 2018, o comércio entre as duas nações somou US$ 480 milhões. As principais exportações do Brasil para a Hungria incluem: peças e motores de turbinas para aviões; peças de automóveis; maquinaria; couro; e café. As principais exportações da Hungria para o Brasil incluem: máquinas, veículos e produtos processados. O Brasil é o segundo maior parceiro comercial da Hungria na América Latina (depois do México).

## Missões diplomáticas residentes
- O Brasil tem embaixada em Budapeste.[6]
- A Hungria tem embaixada em Brasília e consulado-geral em São Paulo.[7]